# Торијевци
Торијевци су били чланови две политичке партије које су постојале у Енглеској, Великој Британији и касније у Уједињеном Краљевству Велике Британије и Ирске од 17. до почетка 19. века
Први торијевци појавила у 1678. у Енглеској, када су се успротивили виговској Повељи о искључивању којим је требало да искључи из наследства подржан изузимање Предлог закона који је одлучио да лишити наследства претпостављеног наследника Џејмса, војводе од Јорка (који је на крају ипак постао краљ Џејмс II и VII). Ова странка је престала да постоји као организована политички ентитет почетком 1760-их, иако је тај термин наставио да се користи као самодекларисање неких политичких писаца. Неколико деценија касније, нова Торијевска странка ће имати доминацију у влади између 1783. и 1830, са Вилијамом Питом Млађим, a затим Робертом Џенкинсоном, 2. грофом од Ливерпула као председницима владе.
Грофа од Ливерпула је наследио колега торијевац Артур Велсли, војвода од Велингтона, у чијем мандату је извршена католичка еманципација, који се догодила пре свега због избора Данијела О'Конела као католичког посланика из Ирске. Када су виговци касније повратили власт, Акт о заступању народа из 1832. је уклонио труле општине, од којих су многе биле под контролом торијеваца. На следећем општим изборима, број торијевских посланика је смањен на 180 посланика. Под вођством Роберта Пила, објављен је Тамвортски манифест, којим је почела да се трансформација торијеваца у Конзервативну странку. Међутим, Пил је изгубио многе својих одбијањем Закона о кукурузу, што је изазвало распадање странке. Једна фракција, предвођена грофом од Дарбија и Бенџамином Дизраелијем, је опстала и постала данашња Конзервативна странка, чији чланови се понекад још увек називају торијевцима.